# Сер (Верхние Пиренеи)
Сер (фр. и окс. Sers) — коммуна во Франции, находится в регионе Юг — Пиренеи. Департамент — Верхние Пиренеи. Входит в состав кантона Люс-Сен-Совёр. Округ коммуны — Аржелес-Газост.
Код INSEE коммуны — 65424.

## География

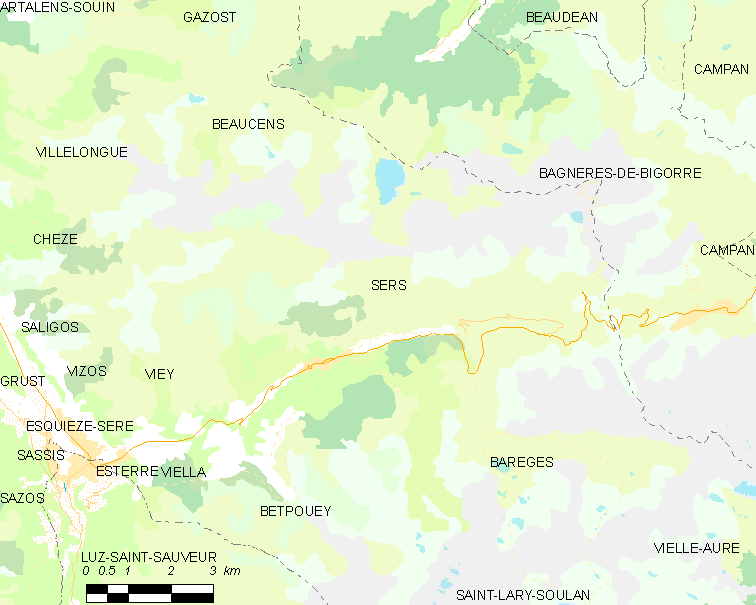
Карта коммуны

Коммуна расположена приблизительно в 690 км к югу от Парижа, в 140 км юго-западнее Тулузы, в 39 км к югу от Тарба.
На юге коммуны протекает река Бастан.

## Климат
Климат умеренно-океанический с солнечной тёплой погодой и обильными осадками на протяжении практически всего года.

## Население
Население коммуны на 2010 год составляло 92 человека.
| 1962 | 1968 | 1975 | 1982 | 1990 | 1999 | 2010 |
| ---- | ---- | ---- | ---- | ---- | ---- | ---- |
| 156  | 139  | 122  | 125  | 104  | 101  | 92   |

## Администрация
| Период | Период | Фамилия       | Партия                   | Примечания                                        |
| ------ | ------ | ------------- | ------------------------ | ------------------------------------------------- |
| 1995   | 2020   | Жан-Луи Ногер | Радикальная левая партия | председатель сообщества коммун Пе-Туа (2009—2011) |

## Экономика
В 2010 году среди 58 человек трудоспособного возраста (15-64 лет) 49 были экономически активными, 9 — неактивными (показатель активности — 84,5 %, в 1999 году было 72,1 %). Из 49 активных жителей работали 49 человек (24 мужчины и 25 женщин), безработных не было. Среди 9 неактивных 3 человека были учениками или студентами, 4 — пенсионерами, 2 были неактивными по другим причинам.

## Достопримечательности
- Церковь Св. Винсента (XII век). Исторический памятник с 1979 года[4]
- Монастырь Св. Иустина

## Фотогалерея

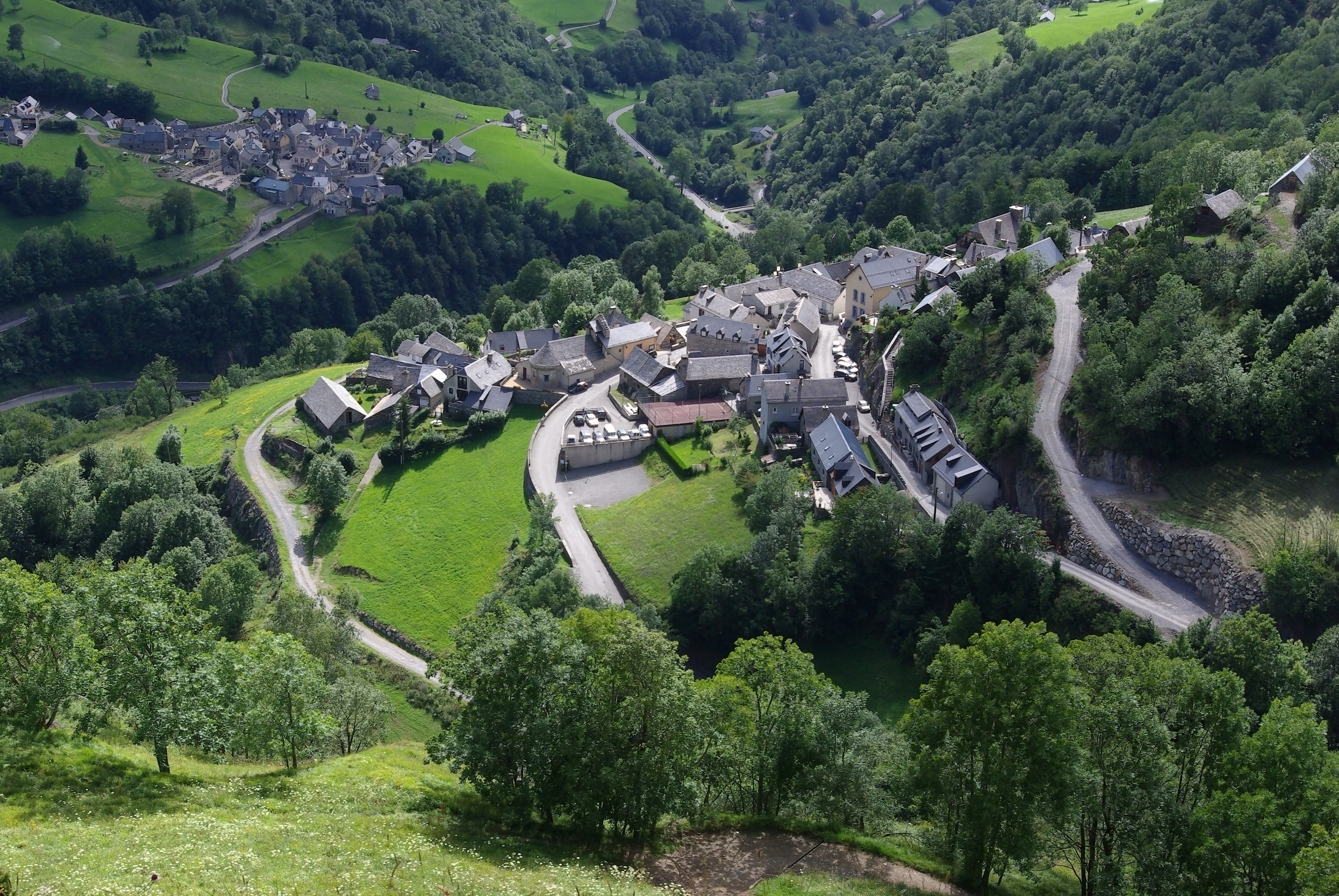
Сер (на переднем плане) и Бетпуэ
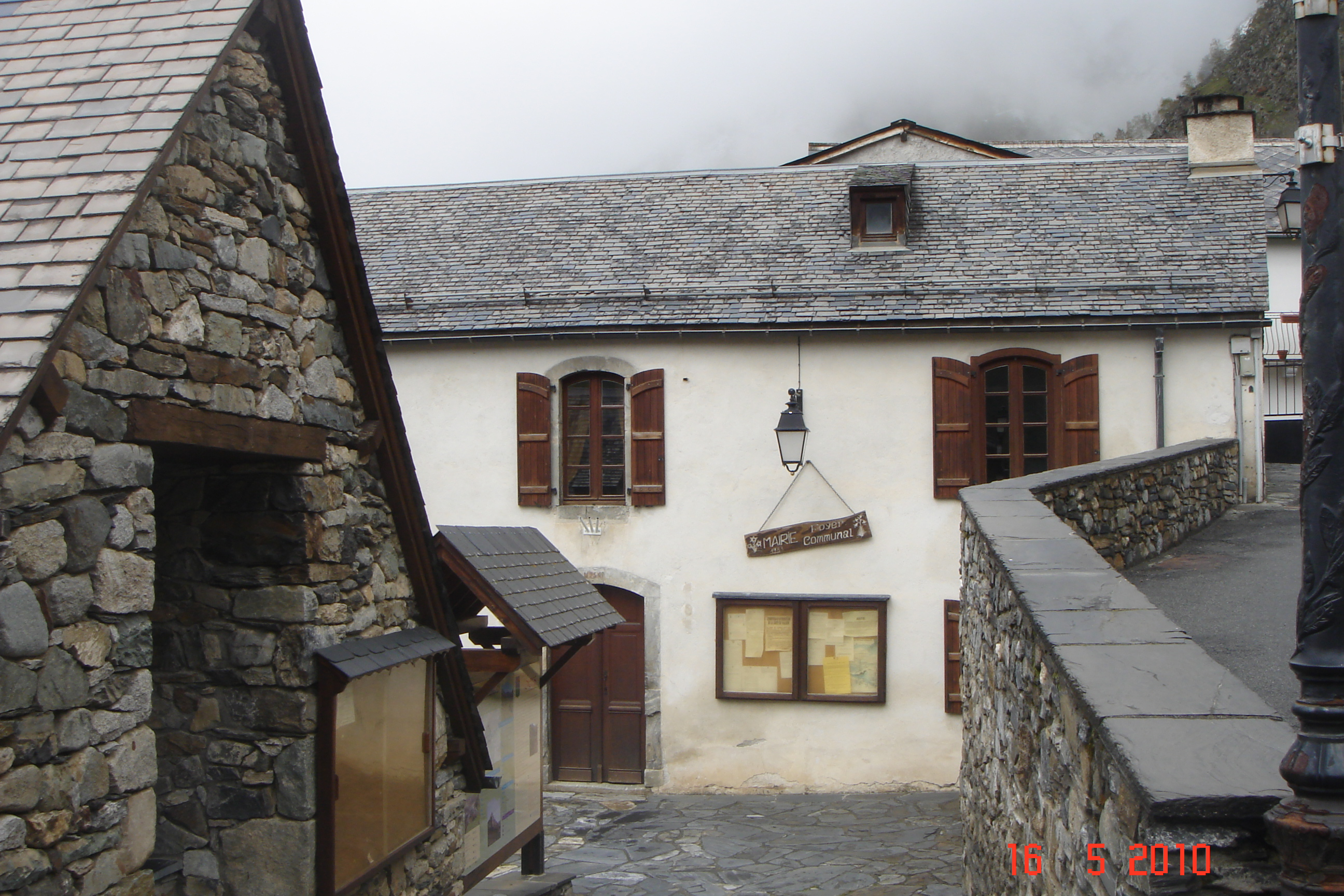
Мэрия
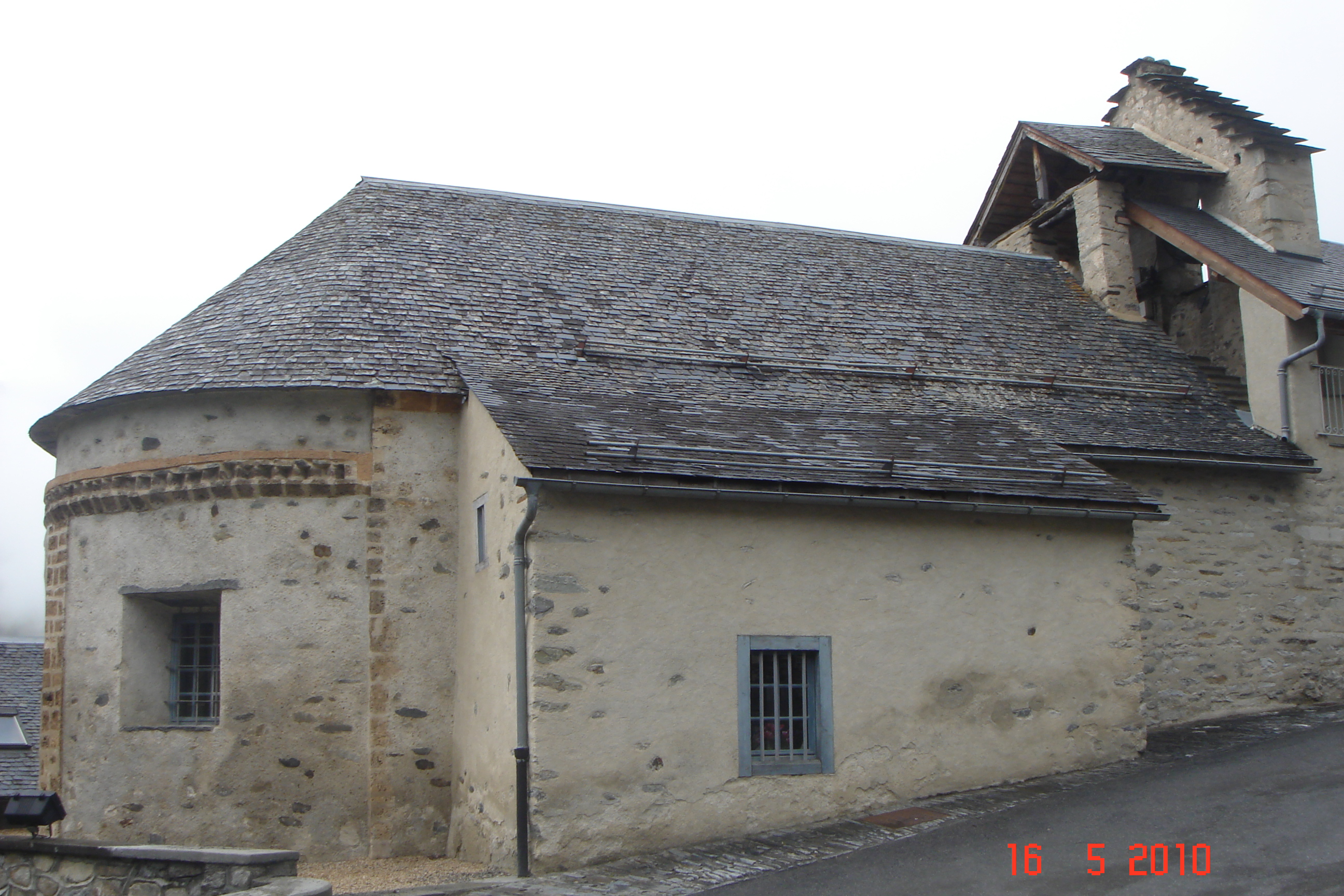
Церковь Св. Винсента
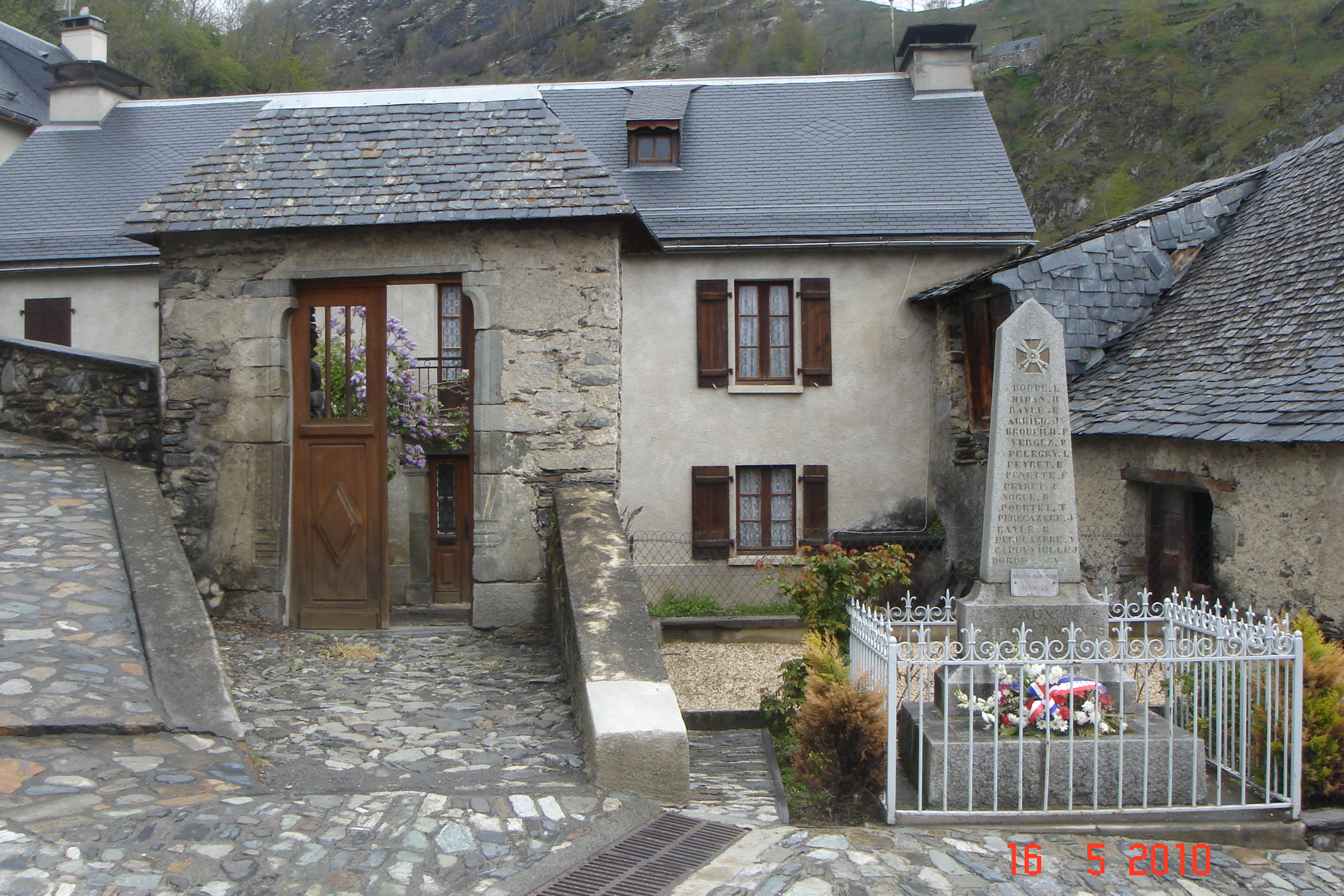
Военный мемориал
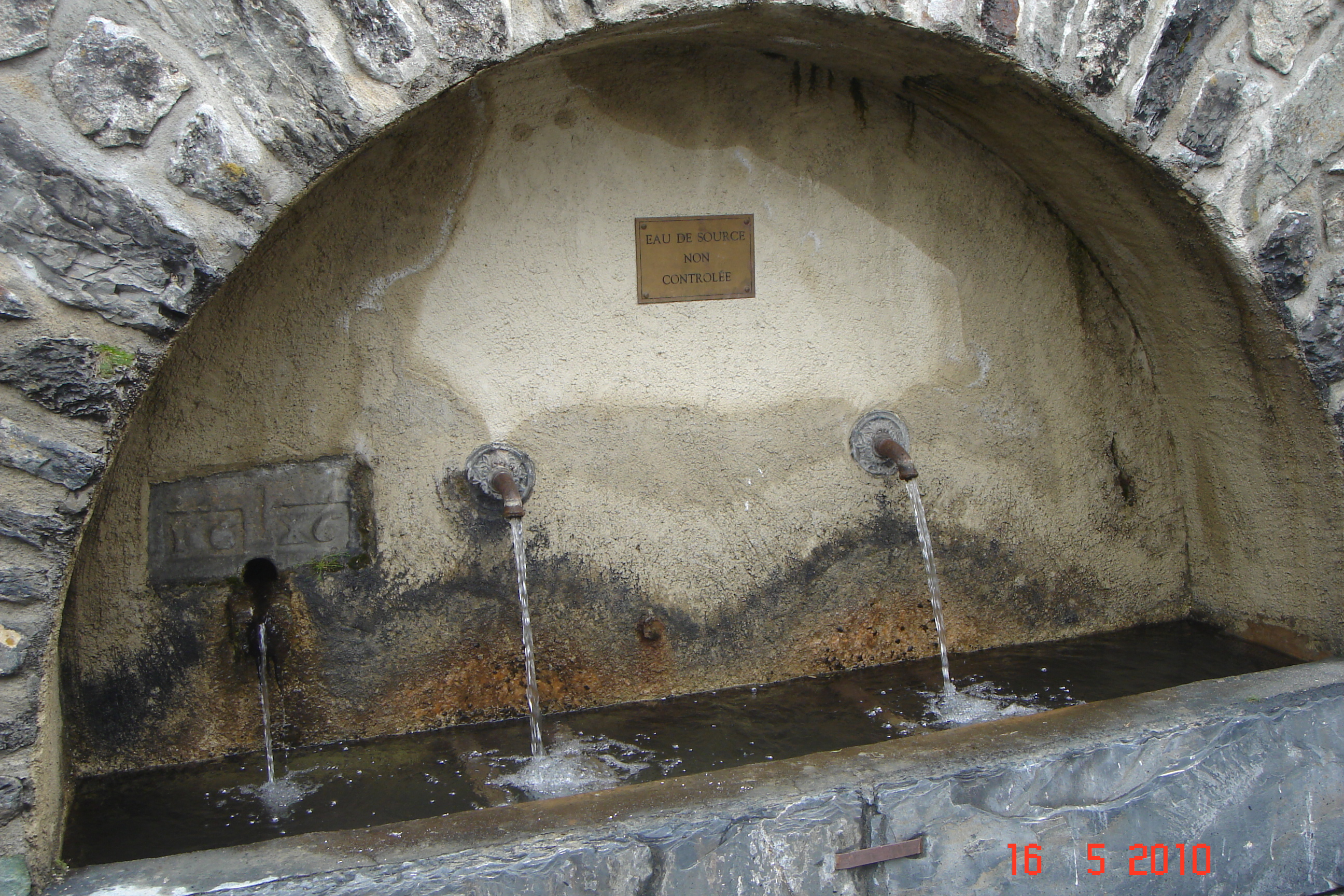
Фонтан
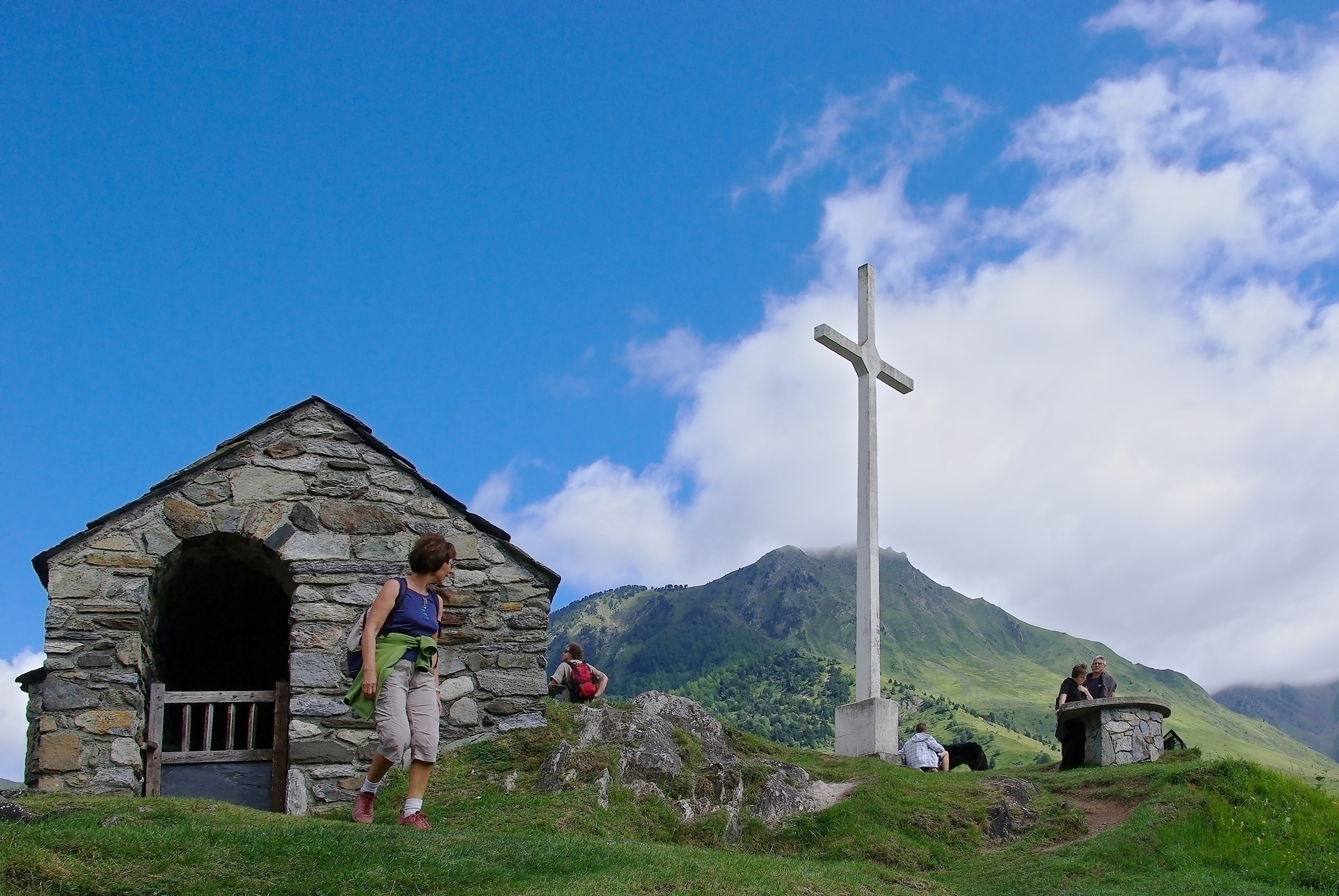
Крест Св. Иустина и ораторий
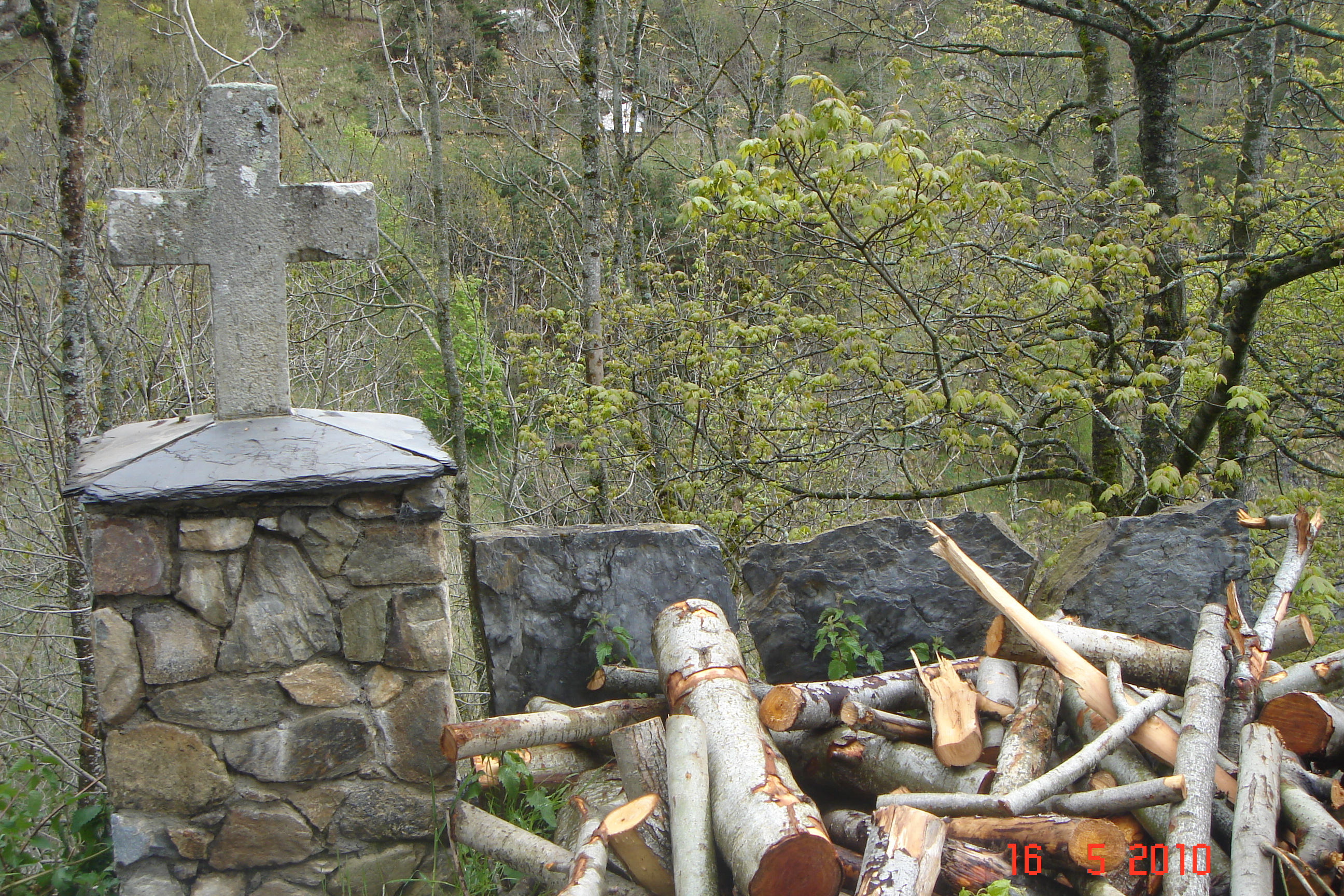
Крест